# Rock Lee no Seishun Full-Power Ninden
Тиби Наруто: Весна Юности Рока Ли (яп.  ロック・リーの青春フルパワー忍伝 Рок Ли но Сэйсюн фуру пава: ниндэн) — аниме-сериал в стиле тиби. Аниме создано Мурато Масахико и основано на популярном аниме-сериале «Наруто», как пародия на него. Манга была создана Тайра Кэндзи в 2010 году. «Тиби Наруто» транслируется на TV Tokyo в 18:00. Он заменил временно прекративший свой показ сериал «Блич». Серии официально доступны для просмотра на веб-сайте Crunchyroll.

## Сюжет
Действие происходит в альтернативном мире ниндзя, где современные технологии уживаются с традициями и сражениями между странами и кланами. Главным героем становится второстепенный персонаж сериала «Наруто», Рок Ли, сериал в основном посвящён его житейским историям и многочисленным тренировкам. Каждая серия — это короткая история с комедийным оттенком, в сериале присутствуют все персонажи из «Наруто», однако сам Наруто здесь становится второстепенным персонажем. Действие сериала происходит в основном в Конохе — деревне скрытой листвы, здесь синоби и простые люди мирно уживаются, а деревней правит Хокагэ — главный синоби деревни. Каждый ниндзя получает особое задание определённого ранга в зависимости от его способностей.

## Список персонажей
Рок Ли (яп. ロック リー Рокку Ри:) — один из самых трудолюбивых персонажей «Наруто». Он был замечен в детстве своим будущим учителем, Майто Гаем, благодаря своим непрерывным тренировкам. Дзёнин оценил усердие мальчика и стал тренировать его рукопашному бою (тайдзюцу). Не владеет техниками ниндзюцу и гэндзюцу.
Рок Ли участвовал в экзамене на звание тюнина не только ради своей команды, но и для возможности проверить свои силы в бою с лучшими ниндзя.
Вместе со своим учителем он любит принимать чьи-либо вызовы или же ставить перед собой трудновыполнимые задачи, что зачастую раздражает двух других членов команды — Нэдзи и Тэн-Тэн.
В бою Рок Ли развивает большую скорость, объединяя её c отличным знанием боевого искусства. Со временем он стал экспертом в рукопашном бою, но это стоило ему большого труда и продолжительных тренировок. Так же, как и Гай, способен открывать Врата.
Майто Гай (яп. マイト・ ガイ) — один из дзёнинов Конохи, друг и вечный соперник Какаси Хатакэ, эксперт в тайдзюцу, способный открывать Восемь врат. Имеет прозвище Благородный зелёный зверь Конохи (яп. 木ノ葉の気高き碧い猛獣 Коноха но Кэдакаки Аой Мо:дзю:). Наставник команды, в которую входят Рок Ли, Тэн-Тэн и Нэдзи Хюга. Является образцом подражания для Рок Ли, который скопировал имидж Гая, в том числе и причёску.
Конохамару Сарутоби (яп. 猿飛木ノ葉丸 Сарутоби Конохамару) — внук Третьего Хокагэ и племянник Асумы. Как и у Наруто, его мечта — стать Хокагэ, и он идёт на любые поступки для достижения своей цели. Конохамару рассматривает Наруто как пример для подражания, приобретая его решительность и тёплое отношение к окружающим.
Тэн-Тэн (яп. テンテン) — куноити, член команды Рок Ли, использующая в бою различные типы метательного оружия. Её броски отличаются поразительной меткостью. Упорно трудится, чтобы стать действительно сильной ниндзя, как Цунадэ. У Тэн-Тэн железный характер, но в то же время она спокойная и тихая девушка. Нередко возмущается по поводу поведения членов своей команды, особенно Майто Гая или Рок Ли. Восхищается дзюцу клана Хьюга.
Нэдзи Хьюга (яп. 日向 ネジ) — член команды Рок Ли, спокойный и хладнокровный фаталист. Он долгое время считал, что судьбу изменить нельзя, доказательством чего была печать, поставленная главой семьи. Однако после боя с Наруто Нэдзи понимает, что его убеждения были ошибочными. Он равнодушно относился к своей двоюродной сестре Хинате, которую в детстве обещал защищать.
Цунадэ (яп. 綱手), она же Пятая Хокагэ (яп. 五代目火影 Годаймэ Хокагэ) — одна из главных персонажей Наруто, одна из лучших ниндзя-медиков и одна из трёх саннинов. Даёт разные задания Ли, очень сильна.

## Музыка
- Начальная тема
  - «Give Lee Give Lee Rock Lee», исполненная ANIMETAL USA и Хиронобу Кагэяма (1—25 серии)
  - «Love Song», исполненная OKAMOTO’S (начиная с 27 серии)
- Закрывающая тема
  - «Twinkle Twinkle», исполненная южнокорейской группой Secret и Хиронобу Кагэямой (1—13 серии)
  - «Go! Go! Here We Go! Rock Lee», исполненная девичьей идол-группой «Сирицу Эбису Тюгаку» (14—26 серии)
  - «Daijoubu Bokura», исполненная RAM WIRE (с 27 серии)